# 群の直和
数学における群の直和（ちょくわ、英: direct sum）は、与えられた群のあつまりからより大きな群を作り出す構成法の一つであり、また与えられた群をその特定の性質を満たす部分群によって表す方法の一つである。抽象代数学において、この構成法はベクトル空間、加群、そして他の構造の直和に一般化することができる。より多くの情報は記事加群の直和を参照されたい。
有限個の群の直和（有限直和）は群の直積に本質的に同一の概念となる一方で、無限個の群の直和（無限直和）は直積とは必ずしも同型にならないため、直和と直積の区別は無限直和において本質的である。無限直和は制限直積とも呼ばれる。群の直和が圏論的直和（双対直積）ではないことに注意せよ（群の直積の圏論的双対は群の自由積である）。
しばしば、考える群が加法的に書かれたアーベル群であるときの群の直積という意味で「直和」と呼び、アーベル群 A, B のその意味での直和を（A × B と書く代わりに） A ⊕ B で表すことがある。

## 有限直和

### ふたつの群の直和
群 G は次のようなとき 2 つの部分群 H1 と H2 の直和 (direct sum) と呼ばれる。
- H1 と H2 はともに G の正規部分群である。
- 部分群 H1 と H2 は自明な共通部分をもつ（すなわち単位元 {\displaystyle e} しか共通にもたない）。
- G = ⟨H1, H2⟩; 言い換えると、G は部分群 H1 と H2 によって生成される。

G が部分群 H と K の直和であるとき、G = H + K で表す。

### 複数の群の直和
より一般に、G が部分群の有限集合 {Hi} の直和であるとは、
- 各 Hi は G の正規部分群であり
- 各 Hi は部分群 ⟨{Hj : j ≠ i}⟩ と自明な共通部分をもち
- G = ⟨{Hi}⟩; 言い換えると、G は部分群の集合 {Hi} の合併によって生成される。

G が部分群の集合 {Hi} の直和であることを、しばしば G = ∑Hi と書く。

### 基本性質
群の直和は可換である。つまり、ふたつの部分群の直和の場合には、
G = H + K = K + H
である。また次の意味で結合的でもある。G = H + K,  K = L + M であれば、
G = H + (L + M) = (H +  L) + M である。
G = H + K であれば、次のことが証明できる：
- すべての h ∈ H, k ∈ K に対して、h*k = k*h である。
- すべての g ∈ G に対して、g = h*k となるような唯一の h ∈ H, k ∈ K が存在する。
- 商において和の簡約がある。つまり (H + K)/K は H と同型である。

上記の主張は G = ∑Hi の場合にも一般化できる、ただし {Hi} は部分群の有限集合。
- i ≠ j であれば、すべての hi ∈ Hi, hj ∈ Hj に対して、hi * hj = hj * hi である。
- 各 g ∈ G に対して、{hi in Hi} の唯一の集合が存在して

g = h1*h2* ... * hi * ... * hn
- 商において和の簡約がある。つまり ((∑Hi) + K)/K は ∑Hi に同型である。

### 有限直和は有限直積であること
直和と直積との類似性に注意しよう。直積では各 g は
g = (h1,h2, ..., hi, ..., hn)
として一意的に書ける。
すべての i ≠ j に対して hi * hj = hj * hi であるから、直和における元の積は直積において対応する元の積に同型であることが従う。したがって部分群の有限集合に対しては、∑Hi は直積 Π{Hi} に同型である。

## 例
- {\displaystyle G=\sum _{i\in I}H_{i}} とすれば {\displaystyle G} が部分群の直和 {\displaystyle H_{i_{0}}+\sum _{i\not =i_{0}}H_{i}} であることは明らかである。
- {\displaystyle H} がアーベル群 {\displaystyle G} の divisible subgroup であれば、別の部分群 {\displaystyle K\leq G} が存在して、{\displaystyle G=K+H} となる。
- {\displaystyle G} が 0 でない {\displaystyle \mathbb {R} }-ベクトル空間でもあれば、{\displaystyle G} は {\displaystyle \mathbb {R} } と別の部分空間 {\displaystyle K} の直和として書くことができ、{\displaystyle \mathbb {R} } は商 {\displaystyle G/K} と同型になる。

## 直和分解

### 直可約性と直既約性
非自明な部分群の直和として書ける群は直可約 (decomposable) と呼ばれ、そうでないとき直既約 (indecomposable) と呼ばれる。

### 直和成分
与えられた群 G の部分群 H が G の直和成分 (direct summand) である（あるいは G から分裂する (split)）とは、別の部分群 K ≤ G が存在して G は部分群 H と K の直和に書けるときにいう。
アーベル群の場合には、H が G の可除部分群ならば H は G の直和成分となる。

### 直和分解の等価性
有限群の直既約部分加群の直和への分解において部分群の埋め込みは一意ではない。例えば、クライン群 V4 = C2 × C2 において、次が成り立つ。
V4 = <(0,1)> + <(1,0)>
V4 = <(1,1)> + <(1,0)>
しかしながら、有限群 G = ∑Ai = ∑Bj、ただし各 Ai と各Bj は非自明で直既約、が与えられると、2つの和は順序の入れ替えと同型の違いを除いて同じ項をもつ、というのがレマク・クルル・シュミットの定理の内容である。
レマク・クルル・シュミットの定理は無限群に対しては成り立たない。なので無限 G = H + K = L + M のケースにおいて、すべての部分群が非自明で直既約であるときでさえ、H は L か M に同型であると仮定できない。

## 無限直和
G が部分群の（非可算の場合も許す）無限集合の直和の場合において群の直和と直積との関係を述べるには、より多くの注意が必要である。
G が部分群の無限集合 {Hλ} の内部直和 (internal direct sum) ∑Hλであるとは、G の各元 g が適当な有限集合 S = Sg と {hi ∈ Hi : i ∈ S} を選んで、g = ∏ {hi : i ∈ S} と一意的に表せるときに言う。
g が群の無限直積 ∏{Hλ} の元であるとき、この直積における g の第 λ-成分を gλ と書くことにする。群の集合 {Hλ} の外部直和 (external direct sum)（あるいは制限直積） ∑E{Hλ} は、直積 ∏{Hλ} の次のような部分集合である。
各元 g ∈ ∑E{Hλ} の成分gλ は有限個を除くすべてが単位元 {\displaystyle e_{H_{\lambda }}} に一致する（同じことだが、gλ のうち有限個だけが単位元でない）。
外部直和における群演算は通常の直積のように成分ごとの積とする。この部分集合は確かに群をなす。特に、群の有限集合に対して、それらの外部直和は直積に等しい。
G = ∑Hλ であるとき、G は ∑E{Hλ} に同型である。したがって、このときの直和はある意味「内部」(internal) 外部直和である。